# Monastero di Humor

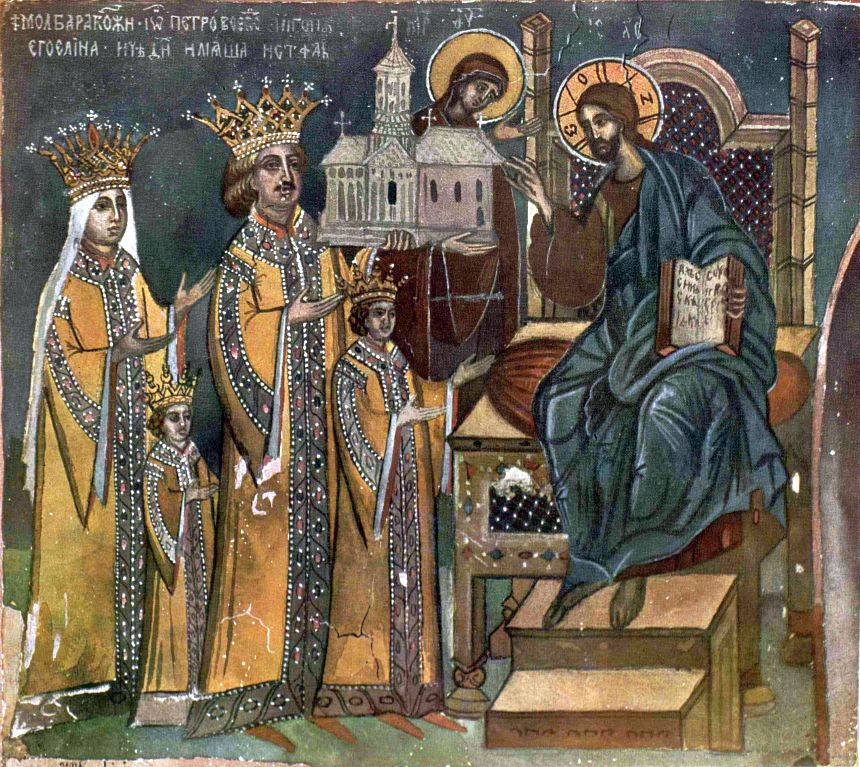
Petru Rareş

Il monastero di Humor sito a Mănăstirea Humorului, circa 5 km a nord di Gura Humorului, in Romania, è un monastero di suore dedicato alla dormizione della Vergine Maria o Theotókos. Venne costruito nel 1530 dal Voivoda Petru Rareş e dal suo cancelliere Teodor Bubuiog. Il monastero venne edificato sulle fondamenta di un altro precedente, datato intorno al 1415. Venne poi chiuso nel 1786 e riaperto soltanto nel 1990.

## Affreschi
Quello di Humor fu il primo dei monasteri della Bucovina ad essere affrescato, ed assieme a quello di Voroneţ, è probabilmente il meglio conservato. Il colore dominante degli affreschi è il marrone ed il pittore che realizzò i dipinti, nel 1535, fu Toma di Suceava.
Il soggetto degli affreschi di Humor comprende L'assedio di Costantinopoli e L'ultima cena, scene comuni a tutti i monasteri della Bucovina, ma anche L'inno alla Vergine ispirato al poema del patriarca Sergio di Costantinopoli, legato alla miracolosa intercessione di Theotókos nel salvataggio della città dai persiani nel 626. I persiani sono però rappresentati come turchi, che è un elemento ricorrente in questi monasteri, i cui affreschi venivano in parte utilizzati per la propaganda politica in aggiunta al loro significato spirituale.

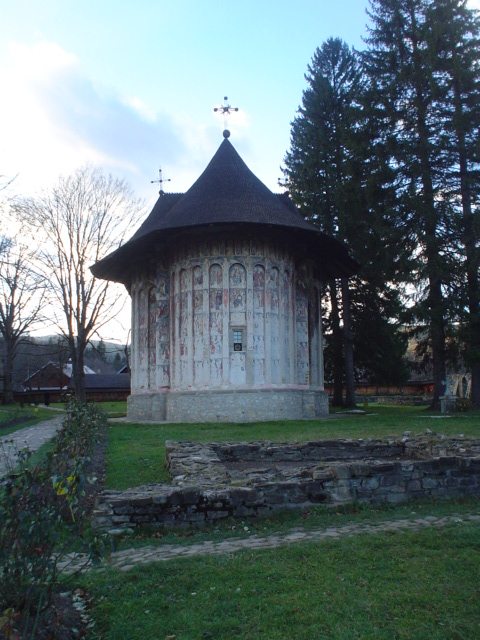
La chiesa del monastero